# Rhinomorinia vittata
Rhinomorinia vittata är en tvåvingeart som först beskrevs av Brauer och Julius Edler von Bergenstamm 1891.  Rhinomorinia vittata ingår i släktet Rhinomorinia och familjen gråsuggeflugor. Inga underarter finns listade i Catalogue of Life.